# Bát Tràng
Bát Tràng là một xã thuộc thành phố Hà Nội, Việt Nam.

## Địa lý
Xã Bát Tràng nằm ở bờ phía đông của sông Hồng, có vị trí địa lý:
- Phía đông giáp xã Phụng Công, tỉnh Hưng Yên
- Phía tây giáp phường Lĩnh Nam, phường Hoàng Mai, xã Thanh Trì (ranh giới là sông Hồng)
- Phía nam giáp xã Văn Giang, tỉnh Hưng Yên
- Phía bắc giáp phường Long Biên và xã Gia Lâm

Xã Bát Tràng có diện tích 20,86km2, dân số là 57.210 người, mật độ dân số đạt 2.742 người/km².

## Hành chính
Xã Bát Tràng mới được thành lập từ diện tích các Xã, Phường (cũ): Một phần của Phường Cự Khối, Một phần của Phường Thạch Bàn - Quận Long Biên, Một phần của Xã Đa Tốn, Một phần của Thị trấn Trâu Quỳ, Một phần của Xã Kiêu Kỵ,Toàn bộ diện tích:Xã Kim Đức, Xã Đông Dư - Huyện Gia Lâm

## Lịch sử
Thời Hậu Lê, xã Bát Tràng thuộc huyện Gia Lâm, phủ Thuận An, trấn Kinh Bắc. Sang thời nhà Nguyễn, năm 1822 trấn Kinh Bắc đổi làm trấn Bắc Ninh, năm 1831 đổi làm tỉnh Bắc Ninh, lúc này xã Bát Tràng thuộc tổng Đông Dư, huyện Gia Lâm, phủ Thuận An. Đến năm 1862 chia về phủ Thuận Thành và năm 1912 chia về phủ Từ Sơn. Lúc bấy giờ, Bát Tràng được chia thành 3 xã: Giang 
Cao, Bát Tràng, Kim Quan.
Tháng 2 năm 1948, hợp nhất 3 xã: Bát Tràng, Giang Cao, Kim Lan thành xã Quang Minh.
Ngày 9 tháng 4 năm 1957, chia xã Quang Minh thành xã Quang Minh và xã Kim Lan.
Ngày 20 tháng 4 năm 1961, Quốc hội ban hành Nghị quyết về việc sáp nhập xã Quang Minh vào thành phố Hà Nội quản lý.
Ngày 31 tháng 5 năm 1961, Hội đồng Chính phủ ban hành 78-CP. Theo đó, xã Quang Minh thuộc huyện Gia Lâm, thành phố Hà Nội quản lý. 
Năm 1965, xã Quang Minh được chia thành xã là Bát Tràng và xã Kim Lan.
Ngày 9 tháng 12 năm 2020, HĐND TP. Hà Nội ban hành Nghị quyết số 30/NQ-HĐND về việc:
- Sáp nhập thôn 2 Giang Cao vào thôn 1 Giang Cao.
- Thành lập thôn 2 Giang Cao trên cơ sở thôn 3 Giang Cao và thôn 6 Giang Cao.
- Thành lập thôn 3 Giang Cao trên cơ sở thôn 4 Giang Cao và thôn 5 Giang Cao.
- Sáp nhập một phần thôn 5 Bát Tràng vào thôn 1 làng cổ Bát Tràng.
- Thành lập thôn 2 Bát Tràng trên cơ sở thôn 3 Bát Tràng, thôn 4 Bát Tràng và phần còn lại của thôn 5 Bát Tràng.

## Văn hóa
Xã Bát Tràng gồm hai làng (thôn) là làng Bát Tràng và làng Giang Cao. Cả hai làng đều là làng nghề gốm truyền thống.

### Làng Bát Tràng
Văn Từ Bát Tràng tên dân gian Bát Tràng quen gọi là Văn Chỉ Bát Tràng, được dựng ngay phía sau Đình Bát Tràng theo lối kiến trúc chữ nhị. Hậu cung là tòa nhà 3 gian, nơi có ban thờ Khổng Tử và 72 vị thánh hiền. Phía trước là tòa Đại Bái 5 gian. Cổng Văn từ xây theo kiến trúc Khuê Văn Các tại Hà Nội. Văn Từ cũng nơi làng Bát Tràng tôn vinh 1 Trạng nguyên, 3 Quận công, 9 tiến sĩ 364 vị khoa bảng của làng khi xưa. Những năm 90 của thế kỷ XX Văn Từ Bát Tràng được dùng làm lớp học. Hiện nay, Văn Từ Bát Tràng là ngoài là nơi thờ tự còn là nơi khuyến học, nơi hội họp của Hội người Cao Tuổi thôn Bát Tràng.

### Làng Giang Cao
Lịch sử làng Giang Cao: trước đây, có tên gọi là Đông Sáng, sau đổi thành Đống Ca và đến thời nhà Nguyễn trước đời vua Ưng Xụy, niên hiệu Đồng Khánh (1885-1888), được đổi thành Giang Cao. Làng Giang Cao nay có 6 xóm đánh số từ 1 đến 
Nghề làm gốm: So với lịch sử làm gốm làng Bát Tràng (700 năm), làng gốm Giang Cao tuổi nghề còn trẻ (50 năm), nhưng với sự năng động sáng tạo và sức bật vào nghề của đội ngũ thợ trong làng nên sản phẩm gốm Giang Cao đã nhanh chóng có chỗ đứng trên thị trường.
Thời Pháp thuộc, năm 1941, ông Phán Sồ (người đã đỗ Tú tài) đầu tư xây dựng xưởng sản xuất gốm sứ Ngọc Quang, được coi là xưởng gốm đầu tiên của làng Giang Cao.
Trước đây, phần lớn người dân làng Giang Cao làm nghề nông, một số người làm công nhân Xí nghiệp Sứ Bát Tràng, tới đầu những năm 1980 do làm ăn thua lỗ, Xí nghiệp Sứ Bát Tràng bị giải thể, năm 1986 trên cơ sở xóa bao cấp và đổi mới, một số hộ gia đình thôn Giang Cao với các kỹ thuật đã được rèn luyện trong môi trường Xi nghiệp Sứ Bát Tràng, đã phát triển việc làm gốm sứ tại gia đình và nhanh chóng phát triển ra toàn bộ thôn cho đến ngày nay. Đến năm 2010, làng Giang Cao có 41 công ty, doanh nghiệp tư nhân và 774 hộ tham gia sản xuất gốm sứ. Sản phẩm gốm sứ ước tính theo quy đổi của làng luôn chiếm hơn 55% tổng sản phẩm của xã Bát Tràng. Sản phẩm gốm Giang Cao được chọn cung cấp nguyên liệu cho dự án Con đường Gốm sứ ven sông Hồng - công trình kỷ niệm 1000 năm Thăng Long - Hà Nội, phục hồi di tích Hoàng thành Thăng Long, di tích Cố đô Huế, khu chùa Bái Đính ở Ninh Bình. Ngày 26/01/2010, làng Giang Cao đã được UBND thành phố Hà Nội trao bằng công nhận đạt danh hiệu Làng nghề truyền thống Hà Nội cùng với 15 làng nghề khác.

## Du lịch
Xã Bát Tràng nằm trên tuyến điểm du lịch sông Hồng của Hà Nội như các di tích đình Chèm, chùa Bồ Đề, làng nghề Bát Tràng,... Đến Bát Tràng du khách có thể tìm hiểu về nghề làm gốm ở đây, dạo thăm các ngõ ở làng nghề, chợ gốm, nhà gốm, các di tích ở xã Bát Tràng, tìm hiểu văn hóa,...
- Đình làng Giang Cao

Đình làng được xây dựng cách đây hơn 100 năm, hiện nay còn lưu giữ được chín bản sắc phong từ đời Vĩnh Khánh thứ II đến đời Khải Định. Đình được công nhận xếp hạng di tích Kiến trúc nghệ thuật cấp quốc gia.
- Chùa Tiêu Dao[7]
- Miếu Bản[7]
- Văn Chỉ

Ghi tên các vị khoa bảng, đỗ đạt như cụ Nguyễn Văn Bính chánh tiến sĩ làm quan đến chức Thị lang, cụ Lương Công Bật, đỗ hương cống làm quan đến chức Hiệu lý Hàn lâm viện...
Vai trò: Nói đến Bát Tràng không thể không nói đến nghề làm gốm ở thôn Bát Tràng và cả thôn Giang Cao. Nghề này rất thịnh vượng cho đến những năm 2000. Những năm của thập niên 2000 trở về trước các lò gốm của người dân trong xã đã tạo việc làm cho hàng nghìn lao động có việc thường xuyên trong đó có rất nhiều lao động từ xa đến làm như Văn Giang, Khoái Châu, Thuận Thành... với rất nhiều công việc như: nắm than (hồi chưa đun nung bằng ga), rỡ lò, đổ rót, rỡ khuôn, tráng men, phơi, họa... Ngày nay ở Bát Tràng có cụm công nghiệp làng nghề ở xa khu dân cư.

### Hội làng
Trước đây, Bát Tràng vào đám từ ngày 15 đến ngày 22 tháng hai âm lịch Hội làng Bát Tràng</ref>. Nay đã được rút gọn, thường chỉ diễn ra vào hai ngày 14, 15 tháng hai âm lịch.
Trước Tết, vào ngày 25 tháng Chạp, làng đem lễ vật đến làng Đuốc (làng kết chạ với Bát Tràng) xin chặt tre làm cây nêu. Ngày 7 tháng Giêng làm lễ hạ nêu. Cây tre làm nêu được dùng để chẻ tăm, vót đũa. Trước khi vào đám độ 10 ngày, làng tổ chức lễ rước nước từ sông Hồng để bao sái bài vị thần ở ngôi miếu bên sông. Sau đó dân làng rước bài vị thần ra đình tế lễ. Khi tế, các họ được rước Tổ của mình ra phối hưởng. Họ Nguyễn Ninh Tràng (họ đầu tiên đến làng Bát Tràng) được rước bát hương có lọng che vàng đi ở giữa. Các họ khác rước bát hương có lọng che xanh đi né sang hai bên. Khi tế, chỉ có các vị khoa mục (những người đỗ đạt) mới được vào đình, còn các hào mục (những chức dịch trong làng) đứng ngoài hầu lễ. Bát Tràng còn lệ giữ nghiêm ngôi thứ. Tại đình trải 4 chiếu cạp điều. Có chiếu dành cho các vị đậu tiến sĩ, có chiếu dành cho võ quan được phong tước công, có chiếu dành cho các cụ thọ từ 100 tuổi trở lên. Có năm không đủ người, chiếu nào trống thì làng đặt một cây đèn, chai rượu, đĩa trầu cau vào giữa chiếu để thờ vọng. Hằng năm vào ngày Rằm tháng hai, ngày đầu tiên vào đám, làng biện lễ cúng Thành hoàng gồm một con trâu tơ thật béo, thui vàng rồi đặt lên một chiếc bàn lớn sơn son, kèm theo 6 mâm cỗ và 4 mâm xôi. Tế xong, các quan viên chức sắc, đại diện 20 dòng họ cùng thụ lộc.
Hội Bát Tràng có nhiều trò diễn, độc đáo nhất là trò chơi cờ người và hát thờ. Theo lệ, trước hội, làng chọn lấy 2 bà tướng cờ là những người phẩm hạnh, giàu có nhất trong làng. Mỗi bà tướng nhận 16 thiếu nữ tuổi từ 10 đến 15 xinh đẹp, nết na nuôi ăn uống và may cho áo quần thật đẹp. Các cô được rèn tập làm quân cờ trong một tháng mới được ra biểu diễn thi đấu ở sân đình.

## Giao thông

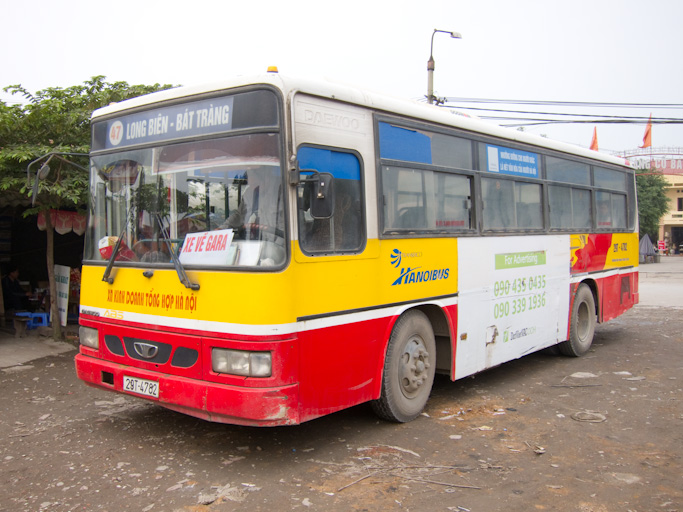
Xe buýt số 47A với trạm cuối Bát Tràng

Các tuyến, hệ thống giao thông quan trọng tại xã:
- Tỉnh lộ 195: Tuyến đê Long Biên - Bát Tràng - cống Xuân Quan
- Đường Bát Tràng - chợ Bún - đường 179 (ngã tư Kiêu Kỵ, xã Kiêu Kỵ)
- Đường sông: nằm bên bờ tả sông Hồng, gần với cảng Khuyến Lương
- Hệ thống xe buýt: tuyến 47A, 47B.